# بلومینگتن (مریلند)
بلومینگتن (به انگلیسی: Bloomington) شهری در ایالت مریلند کشور ایالات متحده آمریکا است که جمعیت آن در سرشماری سال ۲۰۱۰ میلادی، ۳۰۵ نفر بوده‌است.